# Каррера, Эсекьель
Эсекьель Мануэль Каррера Рейес (исп. Ezequiel Manuel Carrera Reyes, 11 июня 1987, Гуирия, Венесуэла) — венесуэльский бейсболист, аутфилдер. Известен по выступлениям за ряд клубов Главной лиги бейсбола.

## Карьера
В 2005 году Каррера в статусе международного свободного агента подписал контракт с «Нью-Йорк Метс». Выступления в фарм-системе клуба он начал через два года в составе «Галф-Кост Метс». В 2008 году в рамках обмена с участием двенадцати игроков он перешёл в «Сиэтл Маринерс». Сезон 2009 года Каррера провёл в «Вест Тенн Даймонд Джекс», где был ведущим отбивающим и выделялся своей скоростью. В играх чемпионата он отбивал с показателем 33,7 %, украл 27 баз. В том же году он принял участие в Матче всех звёзд АА-лиги.
В первой части сезона 2010 года Каррера провёл шестьдесят одну игру в команде ААА-лиги «Такома Рейнирс». В июне «Сиэтл» обменял его в «Кливленд Индианс». В Главной лиге бейсбола он дебютировал в 2011 году. В «Индианс» он провёл два сезона, в основном выходя на замену и действуя на всех трёх позициях в аутфилде и назначенным бьющим. В играх за «Кливленд» его показатель отбивания составил 25,5 %. В марте 2013 года клуб отчислил Карреру, чтобы освободить место в составе для Джейсона Джамби. Он подписал контракт с «Филадельфией», но провёл в команде всего месяц, сыграв в тринадцати матчах. В мае Каррера был выставлен на драфт отказов и вернулся в «Кливленд».

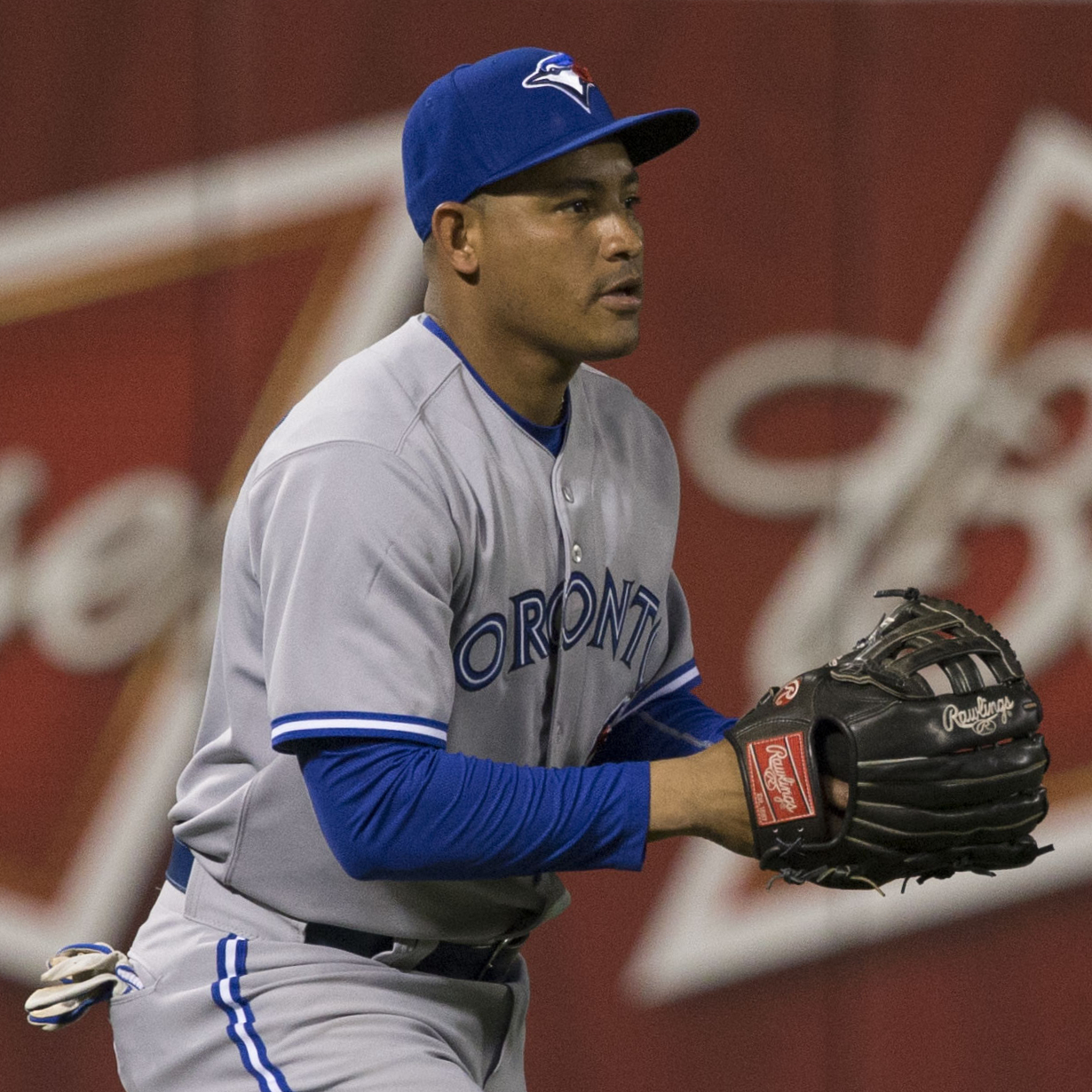
Каррера в составе «Торонто Блю Джейс», 2015 год.

Сезон 2014 года Каррера провёл в «Детройте». После его окончания он получил статус свободного агента и подписал контракт игрока младшей лиги с «Торонто Блю Джейс». Из-за травм и неготовности ряда игроков клуба Эсекьель получил место в основном составе и в 2015 году провёл девяносто один матч за клуб, отбивая с показателем 27,3 %. В следующем сезоне он был четвёртым аутфилдером «Торонто», принял участие в ста десяти играх. В 2017 году Каррера сыграл в ста тридцати одном матче. В феврале 2018 года «Блю Джейс» отчислили его.
В конце весенних сборов 2018 года Каррера заключил контракт игрока младшей лиги с «Атлантой Брэйвз». В основной состав команды он пробиться не сумел и был отправлен в клуб ААА-лиги «Гуиннетт Страйперс». После двадцати шести сыгранных матчей Брэйвз отчислили Эсекьеля. Оставшуюся часть сезона он провёл в фарм-клубе «Метс» «Лас-Вегас Фифти Уанс». Весной 2019 года Каррера сыграл десять матчей за «Оклахому-Сити», команду ААА-лиги системы «Лос-Анджелес Доджерс». Также в сезоне 2019 года он выступал в Канадско-Американской лиге за «Рокленд Боулдерс», независимой Атлантической лиге в составе «Лонг-Айленд Дакс» и зимней лиге в Венесуэле.